# Château de la Reynarde

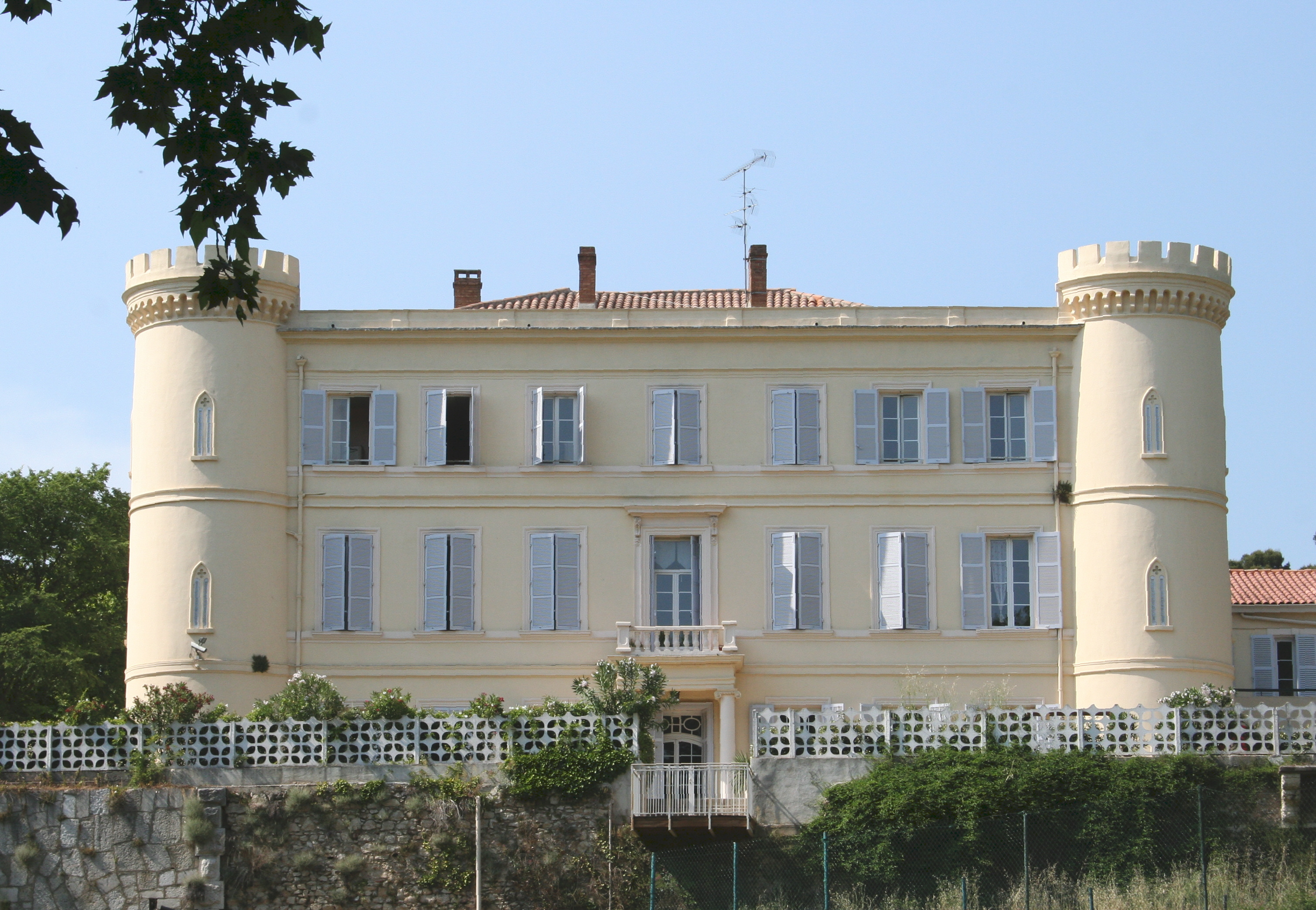
Schloss La Reynarde im Mai 2011

Das Château de la Reynarde ist ein denkmalgeschütztes Schloss im französischen Marseille.

## Geschichte
Das Gebäude ist eine ehemalige mittelalterliche Festung, die im 18. Jahrhundert in ein Schloss umgebaut wurde. Das Schloss gehörte zum damaligen Zeitpunkt der französischen Adelsfamilie de Félix. 1868 wurde es vom Kaufmann und Reeder Louis Régis gekauft. Régis ließ das Schloss nach dem Kauf und bis Ende des 19. Jahrhunderts renovieren. Das Schloss und der Park sind seit dem 17. Juli 1996 als Monument historique eingestuft.
Château de la Reynarde beherbergt heutzutage ein Betreuungszentrum für etwa 70 sozial gefährdete Kinder, Jugendliche und junge Erwachsene.

## Lage
Château de la Reynarde befindet sich in der avenue de Saint-Menet in Saint-Menet, einem Stadtviertel des 11. Arrondissement. In der Nähe des Schloss La Reynarde befindet sich das Château Régis, dessen Eigentümer zum damaligen Zeitpunkt ebenfalls Louis Régis war.